# Mosquito Garelli
El Mosquito Garelli es un micro-motor dos tiempos, fabricado desde el año 1946 al 1960 por la firma italiana Garelli. Se aplican como fuerza impulsora auxiliar en bicicletas, mediante un mecanismo de tracción con un rodillo directo a la rueda trasera, bajo la caja de los pedales. 

## Funcionamiento
En los modelos M-38, hasta el M-38B no se utilizaba embrague, por lo que al detener la bicicleta, el motor se apagaba, teniendo en consecuencia una velocidad mínima de 6 km/h. Luego del modelo M-50 se instala el embrague "Centrimatic" en el año 1955, simplificando así los controles y aumentando la velocidad mediante esta transmisión automática patentada.
El motor arranca con el pedaleo de la bicicleta, accionado opcionalmente el descompresor para liberar la presión del motor. El conjunto del motor de dos tiempos acciona el rodillo, (y el embrague Centrimatic en los motores posteriores al M-50) y este transmite la potencia directamente hacia la rueda trasera por rozamiento, lo que ocasiona un gran desgaste en la misma.

## Historia
El surgimiento de estos motores se debe a la falta de producción derivada del fin de la Segunda Guerra Mundial, y la necesidad de actividad que esto aparejaba. La firma Garelli encarga al Ingeniero Alberto Giraldi el diseño de micromotores para bicicletas, adaptando los utilizados anteriormente para los compresores de los aviones.
Presentado en el Salón de Ginebra en marzo de 1947, de la casa de Adalberto Garelli, con Carlo Alberto Gilardi como ingeniero jefe del proyecto, el pequeño M-38 fue un éxito inmediato. Menos de un metro de largo, 4 pulgadas de ancho y un peso de apenas 4 kg, su diámetro de 35 mm × 40 mm de largo, la relación de compresión 5,5:1 dio 0,8 CV @ 4200 rpm para 20 mph , y el carburador Dell'Orto entregado alrededor de 1,5 L/100 km de economía.
Se fabricaron originalmente en Italia por Brevetti Moto Garelli (B.M.G.) y por Industrie Meccanicha Meridonali, luego en Francia (1950), por Etablissements Chapuis Frères con carburadores Gurtner (Licencia orig. Dell'Orto)vendidos también con cuadros "Presto" modelos "Confort" y "Sport"; en Gran Bretaña, por Crossley Motors Ltd de Stockport desde abril de 1950 hasta 1952, se hicieron aproximadamente 1000 unidades (reconocibles por el número de motor CML+ 1 prefijo + 3 dígitos) con carburador BEC (Bletchley Engineering Co.), también importados por "Mosquito Ltd Motors" de Bob Sargent en Liverpool y España por Industrias Subsidiarias de Aviación S.A. (I.S.A. S.A.).

### Ventas
El Mosquito generalmente era vendido en kits, incluyendo el motor con los prensas para adaptar al cuadro, el acelerador tipo bigotera, el descompresor tipo gatillo y el depósito de combustible, generalmente de 2,0 L. 
El modelo M-38, en sus dos versiones alcanzó una venta superior al millón de unidades fabricadas por Garelli o sus licenciatarias. Con este modelo, en 1952 en Francia, se demostró la solidez del vehículo con la prueba de funcionamiento permanente durante 55 días y 55 noches a un promedio de 30 km/h, al término de la cual, Garelli anunció que ya circulaban 400.000 unidades idénticas a la de la prueba.
Varias marcas se especializaron en vender cuadros de bicicletas especialmente adaptados para estos motores, incluso se vendían pre instalados.
En Uruguay se comercializaron bajo en nombre "Fido M-55" (M-50), importados por la firma "Lostorto Comercial e Industrial S.A.", fabricantes de tapas coronas para refrescos y máquinas de tejer. Esta firma daba la posibilidad de comprar el motor junto con un cuadro de la misma marca.

## Versiones
| Modelo             | Año       | Embrague    | Cilindrada | Carburador       | Potencia          | Peso Motor | Consumo      | Bujía     | Vel. Máx |
| ------------------ | --------- | ----------- | ---------- | ---------------- | ----------------- | ---------- | ------------ | --------- | -------- |
| M-38(M-38A Italia) | 1940/1951 | No          | 38,5cc     | Dellorto/Webber  | 0,8/9cv a 4200rpm | 4 kg       | 1,5 L/100 km | NGK B7 HS | 36 km/h  |
| M-38B (M-40España) | 1953/1970 | No          | 49cc       | Dell'Orto/B.E.C: | n/a               | n/a        | n/a          | n/a       | n/a      |
| M-50 (M-55Uruguay) | 1955/1960 | Centrimatic | 49 cc      | Dell'Orto        | 1,4cv             | n/a        | 70 km/L      | n/a       | 45 km/h  |
| M-60               | n/a       | Centrimatic | 49cc       | Dell'Orto        | n/a               | n/a        | n/a          | n/a       | n/a      |
| M-70               | n/a       | Centrimatic | 49cc       | Dell'Orto        | 1,4 cv            | n/a        | n/a          | n/a       | 40 km/h  |
| Baby Mosquito      | 1972      | No          | 34cc       | Dell'Orto        | 0,9 cv            | n/a        | n/a          | n/a       | n/a      |

### Modelos con cuadro (chasis)
- VeloMosquito M-511[5] M-38B (1953)
- Ducson M-38A[6]
- Magnat Debon M-38A
- Trop M-50
- Presto Sport M-38A
- Presto Confort M-38A
- Rudge M-38A[7]
- Arteman
- BH
- La Mayorquina
- Bibiloni
- Paperino M-38(M-38A)[8]
- Miralles & Riera
- Fido M-55

## Placas
Los motores mosquitos se destacaron por sus placas de aluminio anodizado, donde llevaban toda la información del motor, modelo, lugar de fabricación, cilindrada, etc.
| Modelo | Origen | Fabricante      | Color       | Imagen |
| ------ | ------ | --------------- | ----------- | ------ |
| M-38A  | Italia | B.M.G.          | Integrada   |        |
| M-38B  | Italia | B.M.G.          | Azul o Roja |        |
| M-40   | España | I.S.A.SA        | Verde       |        |
| M-50   | España | I.S.A.SA        | Azul        |        |
| M-55   | Italia | B.M.G.-Lostorto | Roja        |        |
| M-60   | España | I.S.A.SA        | Roja        |        |
| M-70   | España | I.S.A.SA        | Dorada      |        |
| Baby-M | Italia | B.M.G.          | Integrada   |        |

## Galería

Garelli Baby Mosquito Motore (Typ 387) 1969/1970
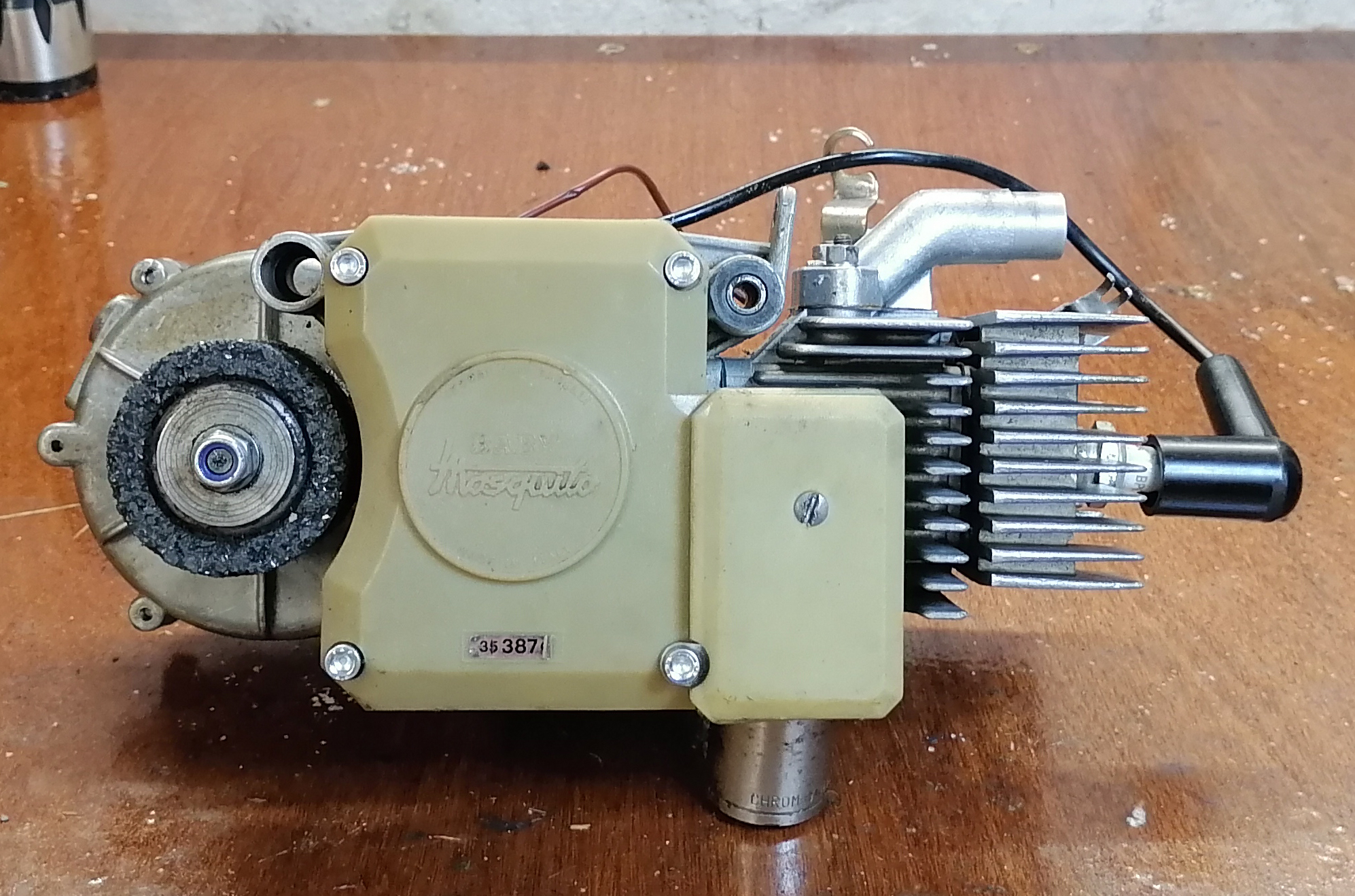
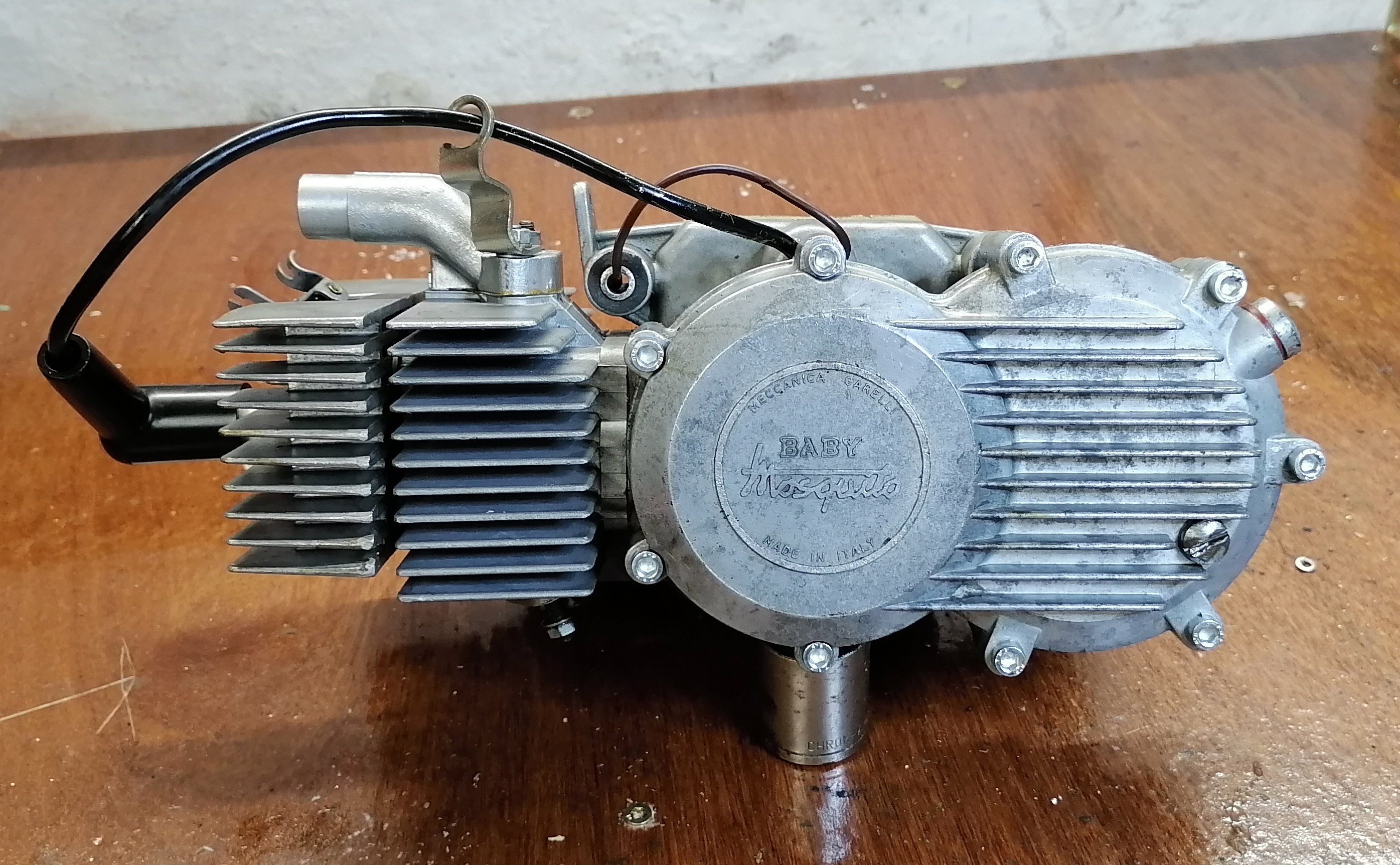
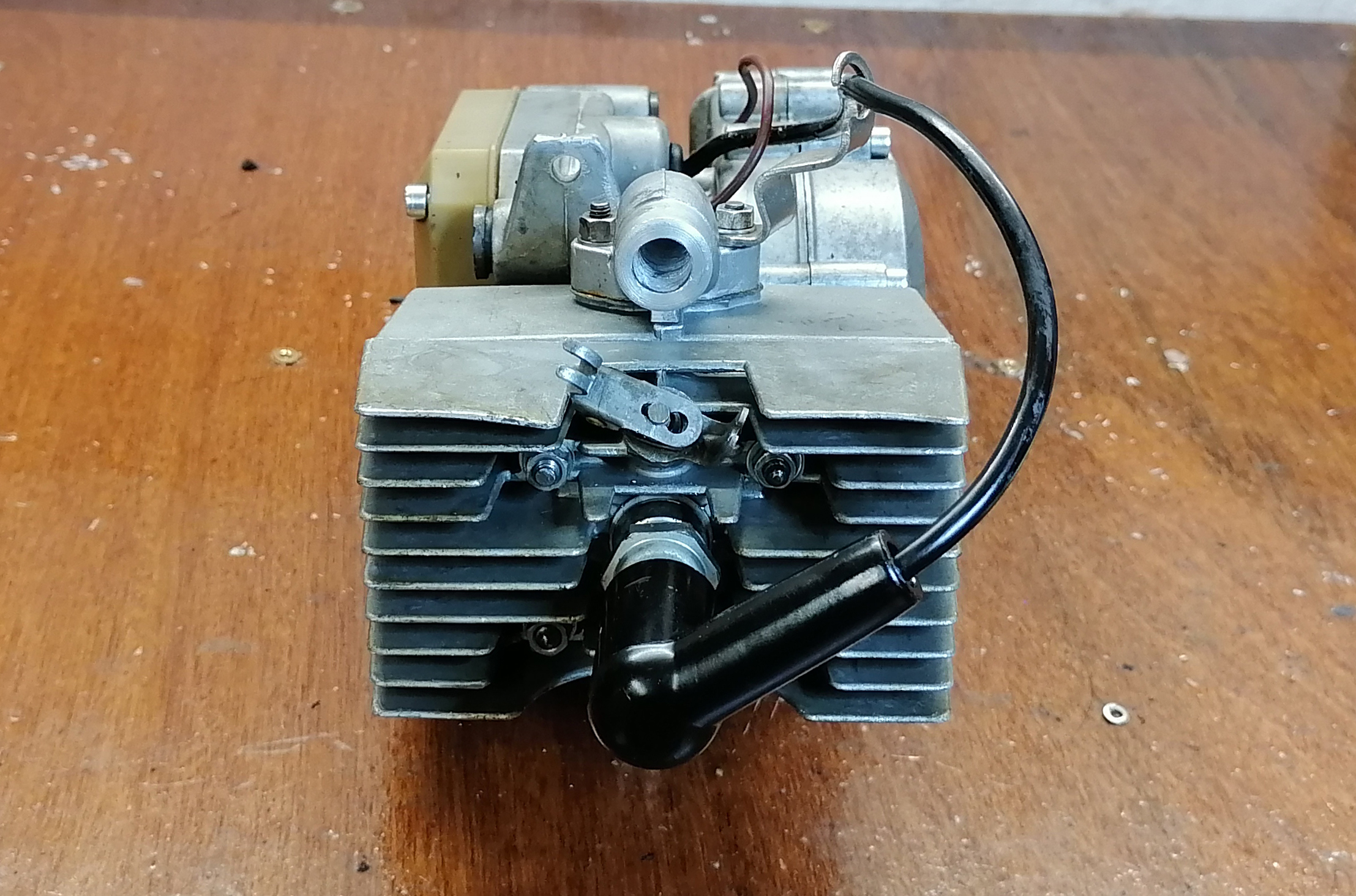
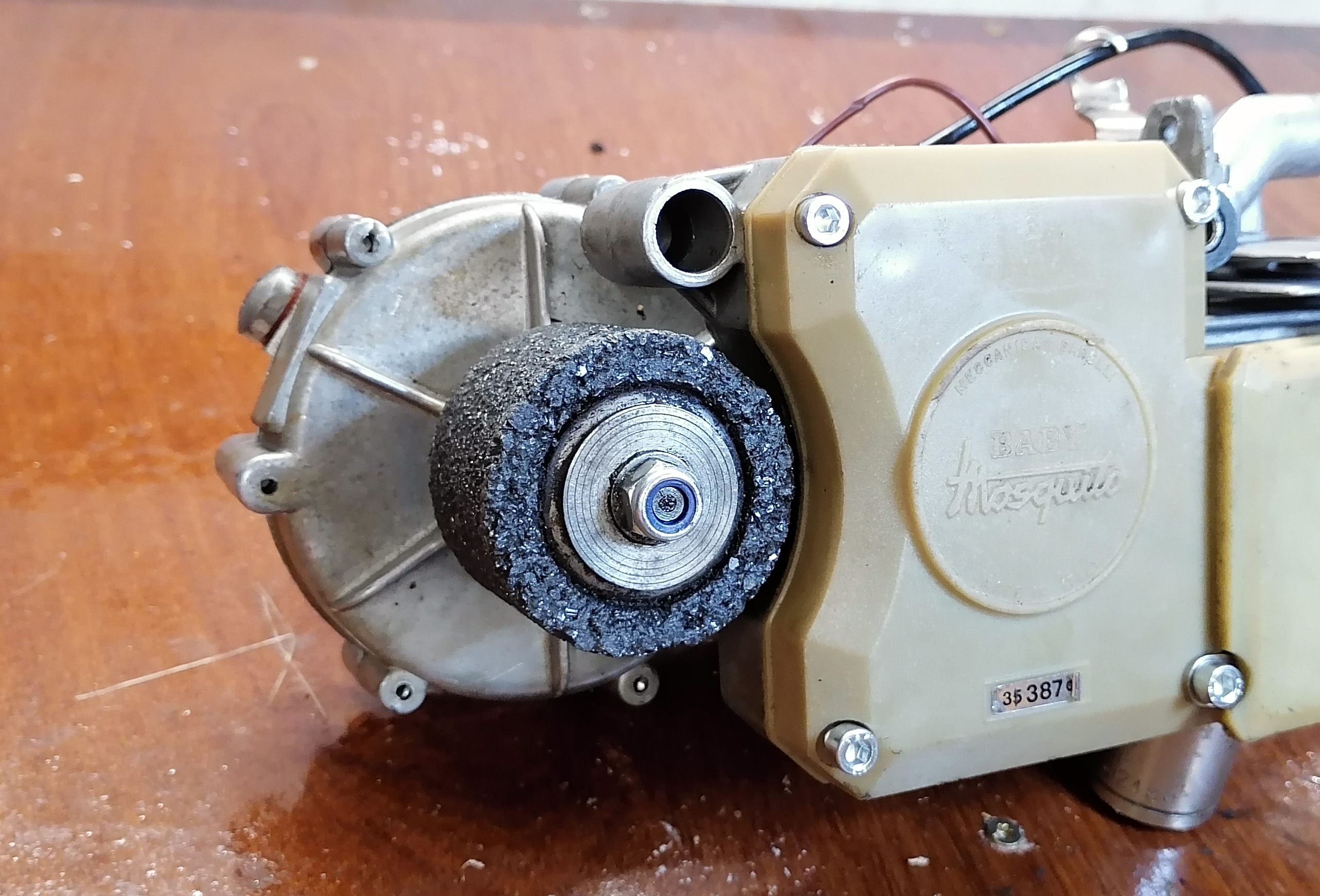
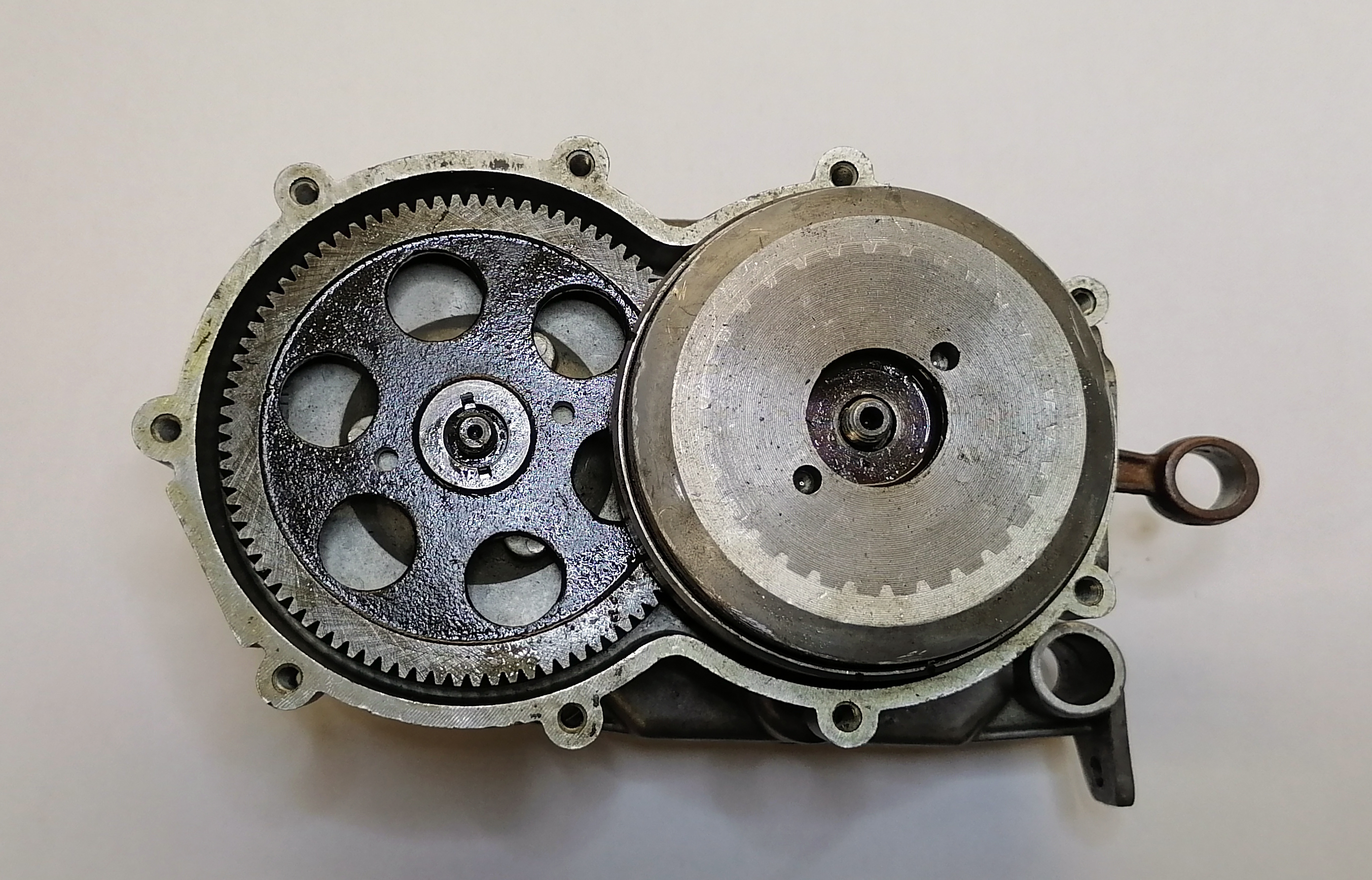
Centrimatic Embrague